# Chiesa di Santa Maria Assunta (Cavenzano)
La chiesa di Santa Maria Assunta è un edificio di culto cattolico di Cavenzano, frazione del comune sparso di Campolongo Tapogliano, in provincia di Udine ed arcidiocesi di Gorizia; fa parte del decanato di Visco.

## Storia
La prima citazione di una chiesa a Cavenzano risale al 1506. Una seconda citazione del 1526 rivela che questo edificio non si trovava dove oggi sorge l'attuale chiesa, bensì in località Logar.
Nel 1616 don Daniele Iustolino fece un lascito per edificare la nuova chiesa. Detta chiesa venne ristrutturata nel 1699 e tra il 1724 ed il 1725. Nella seconda metà del XVIII secolo si decise di edificare una nuova chiesa, la terza. I primi permessi risalgono al 1759. I lavori di costruzione iniziarono nel 1766 e la chiesa poteva dirsi completata già nel 1781.
Il 24 dicembre 1781 la chiesa venne benedetta dal parroco don Pietro Braga, con delega dell'arcivescovo di Udine Giovanni Girolamo Gradenigo e, il 13 dicembre dell'anno successivo, venne benedetto il fonte battesimale e collocato il Santissimo Sacramento all'interno del tabernacolo.
Nel 1787 l'altar maggiore fu trasferito dell'antica chiesa a quella attuale e, nel 1791, venne realizzata la cantoria. Il 23 agosto 1795 la chiesa venne finalmente consacrata dall'arcivescovo di Udine Pietro Antonio Zorzi. Nel 1810 fu collocato l'organo, proveniente dalla chiesa di San Domenico di Aiello del Friuli.

## Campanile
Il campanile che si vede oggi ha avuto una storia piuttosto lunga. Tra il 1769 e il 1790 era stata costruita su progetto di Sebastiano Lotti una bassa torre. Nel 1824 questa torre venne innalzata e, tra il 1884 e il 1885, oltre un secolo dopo la posa della prima pietra, venne innalzata la cuspide, completando così il campanile.